# جورج فون بوزيلاجر
جورج فون بويسلاغر (25 أغسطس 1915 - 27 أغسطس 1944) نبيلًا ألمانيًا وضابطًا في الفيرماخت بألمانيا النازية =، الذي قاد العمليات الأمنية الخلفية في المنطقة الخلفية لمجموعة الجيوش الوسطى على الجبهة الشرقية، داعياً إلى اتخاذ إجراءات قاسية، بما في ذلك إطلاق النار من جميع الذكور في «المناطق التي تنتشر فيها العصابات».
جنبا إلى جنب مع شقيقه الأصغر فيليب فون بويسلاجر، شارك في مؤامرة 20 يوليو 1944 لاغتيال أدولف هتلر. بعد فترة وجيزة من فشل المؤامرة، قتل في العمل وحصل بعد وفاته على وسام الفارس الصليبي الحديديبأوراق البلوط والسيوف.

## روابط خارجية
- جورج فون بوزيلاجر على موقع مونزينجر (الألمانية)